# Epicauta fissilabris
Epicauta fissilabris là một loài bọ cánh cứng trong họ Meloidae. Loài này được LeConte in Agassiz miêu tả khoa học năm 1850.